# Türingia uralkodóinak listája
Türingia volt a neve annak a területnek, amely a középkorban a frank Austrasia királyságtól keletre helyezkedett el. A thüringiai királyokról Tours-i Gergely 5. századi krónikájában esik szó. I. Theuderich és I. Chlothar 531-ben meghódították a területet. Fredegár krónikája feljegyzi, hogy I. Dagobert Radulfot tette meg Türingia uralkodójának, aki azonban fellázadt és a 7. század közepén kivívta a tartomány függetlenségét. Miután I. Sigebert legyőzte Radulfot, Türingiát a würzburgi hercegek kormányozták. 
A 8. század közepéig nincs írásos emlék Türingia történetéről, de a nevek alapján arra lehet következtetni, hogy a kor hercegei és a korábbi uralkodók rokoni kapcsolatban álltak. A 9. század végén Arnulf császár a Babenberg-házból származó Poppót tette meg uralkodónak. 913-tól kezdve az ő utódai uralkodtak Türingiában, majd ismét egy olyan korszak következett, amelyről a krónikákban nincs említés. 
Türingia írott történelme a 11. századtól folytatódik. Türingia első grófjainak és tartománygrófjainak családfáját a reinhardsbrunni kolostor 13. századi krónikája alapján lehet rekonstruálni. A Cronica Reinhardsbrunnensis első részét a kutatók fenntartással kezelik, mivel tartalmazza a II. Konrád német-római császár által I. (Szakállas) Lajosnak állítólag adott privilégiumokat, de ez a dokumentum, hogy 1039-es dátumot visel, 12. század végi hamisítványnak bizonyult. 
Az utolsó türingia tartománygróf 1247-ben halt meg.

## A türingiai királyság (460–540)
| Uralkodó            | Uralkodott | Megjegyzés    |
| ------------------- | ---------- | ------------- |
| Basinus (*464 után) |            |               |
| Baderich            |            | Bisinus fiai. |
| Berthar             |            | Bisinus fiai. |
| Hermanafried (†534) |            | Bisinus fiai. |
| Fisud               |            |               |

## Frank hercegek (634–908)
| Uralkodó                        | Uralkodott      | Megjegyzés |
| ------------------------------- | --------------- | ---------- |
| Radulf                          |                 |            |
| I. Radulf                       | hcg.: 775 körül |            |
| ...                             |                 |            |
| Thakulf                         |                 |            |
| II. Radulf (†874-880 között)    |                 |            |
| Poppo (†906 után)               |                 |            |
| Öreg Konrád (†906. február 27.) |                 |            |
| Burkhard (†908. augusztus 3.)   |                 |            |

## Türingiai uralkodók, tartománygrófok (1031–1482)
| Uralkodó                                                 | Uralkodott                                 | Megjegyzés                                                    |
| -------------------------------------------------------- | ------------------------------------------ | ------------------------------------------------------------- |
| Ludowinger-ház (1031 – 1247)                             |                                            |                                                               |
| I. Szakállas Lajos                                       | gr.: 1031–1056, †1080. június 13.          |                                                               |
| II. Ugró Lajos (*1042)                                   | gr.: 1056, †1123. május 6.                 | I. Lajos fia.                                                 |
| (III.) I. Lajos (*1090 k.)                               | gr.: 1123, t.-gr.: 1131, †1140. január 12. | II. Lajos fia, elsőként viselte a tartománygróf címet (1131). |
| II. Vaskezű Lajos (*1128)                                | t.-gr.: 1140, †1172. október 14.           | (III.) I. Lajos fia.                                          |
| III. Szelíd Lajos (*1152)                                | t.-gr.: 1172, †1190. október 16.           | II. Lajos fia.                                                |
| I. Kemény Hermann (*1155)                                | t.-gr.: 1190, †1217. április 25.           | II. Lajos fia.                                                |
| IV. Kegyes Lajos (*1200. október 28.)                    | t.-gr.: 1217, †1227. szeptember 11.        | I. Hermann fia.                                               |
| II. Hermann (*1222. március 28.)                         | t.-gr.: 1227, †1241. január 3.             | IV. Lajos fia.                                                |
| Raspe Henrik (*1204)                                     | t.-gr.: 1241, †1247. február 16.           | I. Hermann fia.                                               |
| Wettin-ház (1242 – 1294)                                 |                                            |                                                               |
| Előkelő Henrik (*1216)                                   | t.-gr.: 1242–1265, †1288. február 15.      | I. Hermann leányági unokája. Meisseni őrgróf 1221–1288.       |
| Elfajzott Albert (*1240)                                 | t.-gr.: 1265–1294, †1314. november 20.     | Henrik fia. Meisseni őrgróf 1288–1291.                        |
| Nassau-ház (1294 – 1498)                                 |                                            |                                                               |
| Nassaui Adolf (*1255 k.)                                 | t.-gr.: 1294, †1298. július 2.             | Német király 1292–1298.                                       |
| Wettin-ház (1298 – 1482)                                 |                                            |                                                               |
| I. Bátor Frigyes (*1257)                                 | t.-gr.: 1298, †1323. november 16.          | Albert fia. Meisseni őrgróf 1291–1323.                        |
| Dietrich (*1260)                                         | t.-gr.: 1298, †1307. december 10.          | Albert fia.                                                   |
| II. Komoly Frigyes (*1310. november 30.)                 | t.-gr.: 1323, †1349. november 18.          | I. Frigyes fia. Meisseni őrgróf 1323–1349.                    |
| III. Szigorú Frigyes (*1332. december 14.)               | t.-gr.: 1349, †1381. május 21.             | II. Frigyes fia. Meisseni őrgróf 1349–1381.                   |
| I. Egyszemű Vilmos (*1343. december 19.)                 | t.-gr.: 1349–1382, †1407. február 9.       | II. Frigyes fia. Meisseni őrgróf 1382–1407.                   |
| Boldizsár (*1336. december 21.)                          | t.-gr.: 1382, †1406. május 18.             | II. Frigyes fia.                                              |
| IV. Békés Frigyes (*1384 novembere)                      | t.-gr.: 1406, †1440. május 7.              | Boldizsár fia.                                                |
| V. Előkelő Frigyes (*1412. augusztus 22.)                | t.-gr.: 1440–1445, †1464. szeptember 7.    | III. Frigyes unokája. Szász választófejedelem 1428–1464.      |
| II. Bátor Vilmos (*1425. április 30.)                    | t.-gr.: 1445, †1482. szeptember 17.        | V. Frigyes fivére.                                            |
| 1482 után a szász választófejedelem viselte a tisztséget |                                            |                                                               |